# Heterarmia eucosma
Heterarmia eucosma là một loài bướm đêm trong họ Geometridae.